# Biserica de lemn din Vorovești

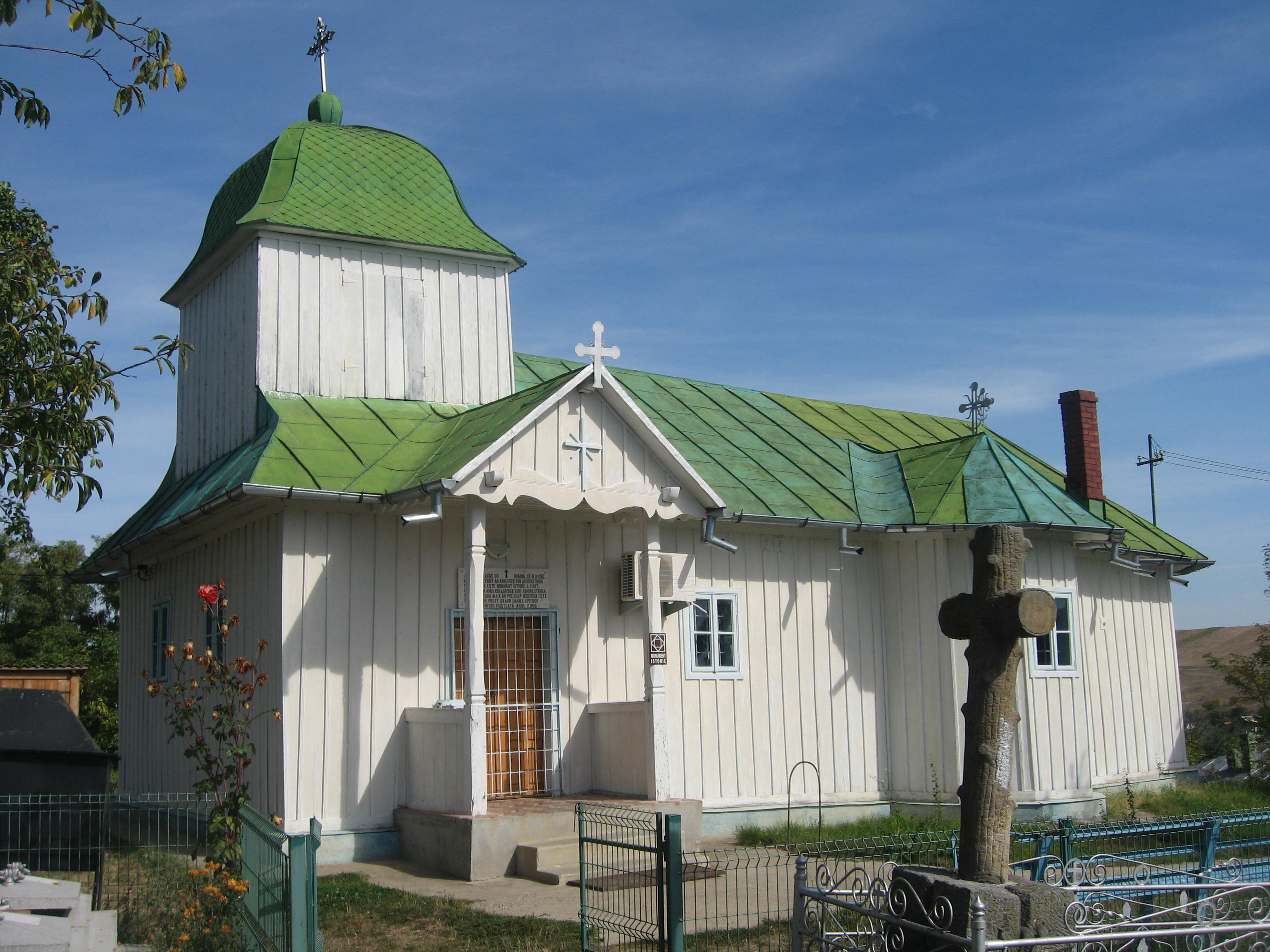
Biserica de lemn din Voroveşti.

Biserica de lemn cu hramul Sfântul Gheorghe din Vorovești a fost construită în 1768 în satul Vorovești din comuna Miroslava (aflată în județul Iași). Ea se află localizată în cimitirul satului.  
Biserica de lemn din Vorovești a fost inclusă pe Lista monumentelor istorice din județul Iași din anul 2015, având codul de clasificare cod LMI IS-II-m-B-04270. 

## Istoricul satului
Satul Vorovești este atestat documentar încă din secolul al XV-lea, mai exact în anul 1456, în timpul domnitorului Moldovei Petru Aron, apoi a lui Ștefan cel Mare (1457-1504) și a lui Ștefăniță Vodă în anul 1518. Printr-un document din 1578, Petru Șchiopul, domnitorul Moldovei, a înzestrat Mănăstirea Galata (ctitoria sa) printre altele și cu "satul Vorovești cu vii".  Satul a rămas în proprietatea mănăstirii și în secolele următoare. Odată cu Mănăstirea Galata, și satul Vorovești este închinat la Locurile Sfinte. 
Deoarece sătenii începuseră să fugă de pe moșie ca urmare a greutății traiului, în martie 1623, domnitorul Ștefan Tomșa al II-lea a dat o carte domnească călugărilor de la Galata prin care le-a permis să își aducă locuitori străini de orice neam, din alte țări și să-i așeze în Vorovești. Aceștia erau scutiți pe timp de 3 ani de orice dări, privilegiu pe care monahii Mănăstiriii Galata îl obțin și sub noul domnitor Radu Mihnea Voievod la 1 decembrie 1623. 
Călugării de la Galata au înființat pe la jumătatea secolului al XVII-lea Schitul "Sf. Gheorghe" Vorovești ce deservea populația satului. Conform tradiției orale, schitul avea pereți numai din bârne, acoperișul din șindrilă și clopotnița cu patru furci deasupra porții de intrare. Clopotnița a ars în trimpul războiului ruso-otoman. 

## Istoricul bisericii
Conform unei plăci de marmură amplasată deasupra intrării, biserica de lemn din Vorovești a fost construită în 1768 pe vremea preotului Vasile. Acesta a înființat și o școală începătoare pentru copii satului. S-a păstrat piatra funerară a preotului Vasile (+1846) având inscripție cu caractere chirilice. 
În decursul timpului, biserica a fost întreținută și restaurată pe cheltuiala sătenilor. Între anii 1911-1913, biserica a fost reparată radical prin strădania deosebită a slujitorilor ei în frunte cu preotul paroh și epitropul Lazăr Condrea, fiind adusă la forma în care se prezintă astăzi. 
Lăcașul de cult a fost reparat în anii 1956 și 1968 pe vremea preotului Alexandru Țurcanu. Lucrările din 1956 au constat în reînnoirea fundației, construirea unui trotuar din beton, repararea ulucelor, burlanelor și dușumelelor, reînnoirea pridvorului, legatul în ancore și vopsitul pereților, zugrăvitul bolților. Cheltuielile s-au ridicat la suma de 30.000 de lei, donați în numerar, cerarea și zile muncă de către enoriașii satului Vorovești, ajutați de localnicii satelor învecinate Uricani, Bogdănești și Brătuleni. Lucrările au fost executate de meșterii T. Popa, N. Carpenschi și Livodaru, ajutați de com. de reparații și de alți enoriași. Biserica a fost resfințită la 18 decembrie 1956 de către protopopul Vasile Flondor și de preoții Constantin Bogdan din Iași, Ștefan Covalciuc din Lungani - Bogdănești și Alexandru Țurcanu, parohul local, în zilele arhipăstoririi PF Justinian Marina, patriarh al Bisericii ortodoxe Române și locțiitor de arhiepiscop al Iașilor și de mitropolit al Moldovei și Sucevei.
Reparațiile efectuate în anul 1968 s-au efectuat de către meșteri tâmplari și tinichigii locali, ajutați de unii enoriași, și au urmărit aspectele de mai jos:
- biserica a fost acoperită pe trei laturi cu pereți de scândură vopsiți în culoarea albă, iar pe latura nordică cu tablă vopsită în aceeași culoare;
- acoperișul bisericii și a turlei cu rol de clopotniță a fost reînnoit și au fost amplasate burlane pentru a evita scurgerea apei pe pereți;
- tavanul, bolțile și pereții interiori au fost curățati și spălați, iar dușumelile și obiectele bisericești au fost vopsite;
- a fost construit trotuarul de la poartă la biserică.

Cheltuielile s-au ridicat la 27.378 lei și au fost suportate de către enoriașii din Vorovești, de unii credincioși din satele Uricani și Valea Ursului și de Arhiepiscopia Iașilor. Biserica a fost resfințită la 15 septembrie 1968 de către protopopul Constantin Andone și de preoții Constantin Barnea, secretar al Protopopiatului Iași și Alexandru Țurcanu, parohul local, în zilele arhipăstoririi IPS Iustin Moisescu, arhiepiscop al Iașilor și mitropolit al Moldovei și Sucevei.
În perioada 2002-2005 s-au executat o serie de construcții și dotări mai noi ale Bisericii "Sf. Gheorghe" din Vorovești, prin contribuția enoriașilor. Este vorba de:
- construirea unei case de prăznuire din chirpici, tencuită cu ciment și finisată cu praf de piatră alb. Aceasta este dotată cu mobilier și veselă.
- construirea unei fântâni, a unui monument închinat eroilor și a unui lumânarar;
- montarea unei uși metalice la intrarea în biserică;
- dotarea bisericii cu mobilier bisericesc (scaun arhieresc, străni, dulapuri), cu veșminte preoțești (7 bucăți) și cu obiecte noi pentru desfășurarea serviciului liturgic (Evanghelie, Sf. Chivot, crucifixuri, icoane, sfeșnic cu 15 brațe, sfeșnice mari și mici, prapuri, aghiazmatar).

În anul 2006, în timpul păstoririi preotului Daniel Graur și a epitropului Dumitru Musteață, deasupra intrării în biserică a fost amplasată o placă de marmură cu câteva date istorice referitoare la biserică. Pe placa de marmură se află următoarea inscripție: „Acest sf. lăcaș cu hramul Sf.M.M. Ghe. a fost construit în anul 1768 sub arhipăstoria preot Vasile este monument istoric a fost renovată în anul 1956 și 1968 sub arhipăstoria preot Țurcanu Alex în prezent biserica este păstorită de preot Graur dumitru epitrop Dumitru Musteață anul 2006”.

## Arhitectura bisericii
Biserica de lemn din Vorovești este construită în totalitate din bârne de stejar masiv, căptușite cu lut. Edificiul are o temelie de piatră. Ulterior, pereții de bârne ai bisericii au fost placați pe interior și exterior cu scânduri vopsite în culoare albă. Inițial acoperită cu șindrilă, biserica are astăzi învelitoare din tablă.
Edificiul are plan treflat cu abside laterale poligonale, fiind împărțită în interior în trei încăperi: pronaos, naos și altar. Deasupra pronaosului bisericii se află clopotnița. Intrarea se face prin partea de sud, iar lumina pătrunde prin 6 ferestre. Catapeteasma bisericii este confecționată din lemn de tei, icoanele fiind pictate în 1918 de un pictor localnic. 
Biserica dispune de obiecte de valoare artistică cum sunt:
- obiecte de cult - icoana Sf Arhanghel Mihail care provine de la vechea biserică (sec. XVIII); Sf. Epitaf pictat pe pânză (1846).
- cărți bisericești: Apostolul (prima tipăritură de la Iași din 1756); Tipicon (tipărit la Iași în 1816) pe care sunt înscriși toți donatorii; Evanghelia de la Neamț (1858).

## Cinstirea eroilor locali
În anul 1917 au fost înhumate în cimitirul Vorovești rămășițele pământești a 69 de militari români din Compania a 2-a Subzistență a Armatei I, dintre care 13 identificați și 56 neidentificați. În arhivele Primăriei și ale Bisericii din Vorovești nu au fost găsite liste nominale cu evidenta militarilor înhumați. Există o informație conform căreia președintele Comitetului regional al Societății Cultul Eroilor din acea perioadă a susținut că au fost înhumați 112 militari români în 69 de morminte.
O altă relatare despre mormintele eroilor din Vorovești datează din 14 decembrie 1933, fiind făcută de șeful postului de jandarmi Galata, plutonierul Moroșan. Potrivit acelui subofițer, cimitirul din Vorovești avea o suprafață de 9.000 metri pătrați și era îngrijit de biserică, fiind delimitat pe latura nordică de un șanț, iar pe celelalte laturi de salcâmi. În cadrul necropolei mai existau doar 10 însemne de căpătâi ale eroilor români fără „nici un fel de inscripții”.
La 1 iunie 2006, cu ocazia Praznicului Înălțării Domnului și a Zilei Eroilor, s-a dezvelit și s-a sfințit un monument în formă de cruce, ridicat în memoria fiilor satului căzuți în luptele pentru apărarea patriei din cel de-al doilea război mondial. Acesta a fost construit din inițiativa unor săteni și cu sprijinul Primăriei Miroslava. Slujba de sfințire a fost oficiată de preotul-paroh Daniel-Ionel Graur, împreună cu un sobor de preoți.
Pe laturile monumentului sunt înscrise numele eroilor din satul Vorovești căzuți pentru apărarea patriei în cel de-al doilea război mondial: Gheorghe Burada, Vasile Constantinescu, Gheorghe Drănceanu, Gheorghe C. Dumitrașcu, Neculai Florăscu, Toader Gavril, Pavel Grigoraș, Vasile Hriscu, Florea Lău, Petru Mămăligă, Constantin Musteață, Neculai Musteață, Constantin Mutihac, Constantin Ghe. Mutihac, Dumitru Tanană, Vasile Tanană, Constantin Tătaru, Neculai Timofte, Gheorghe Văcaru și Vasile Văcaru.

## Imagini

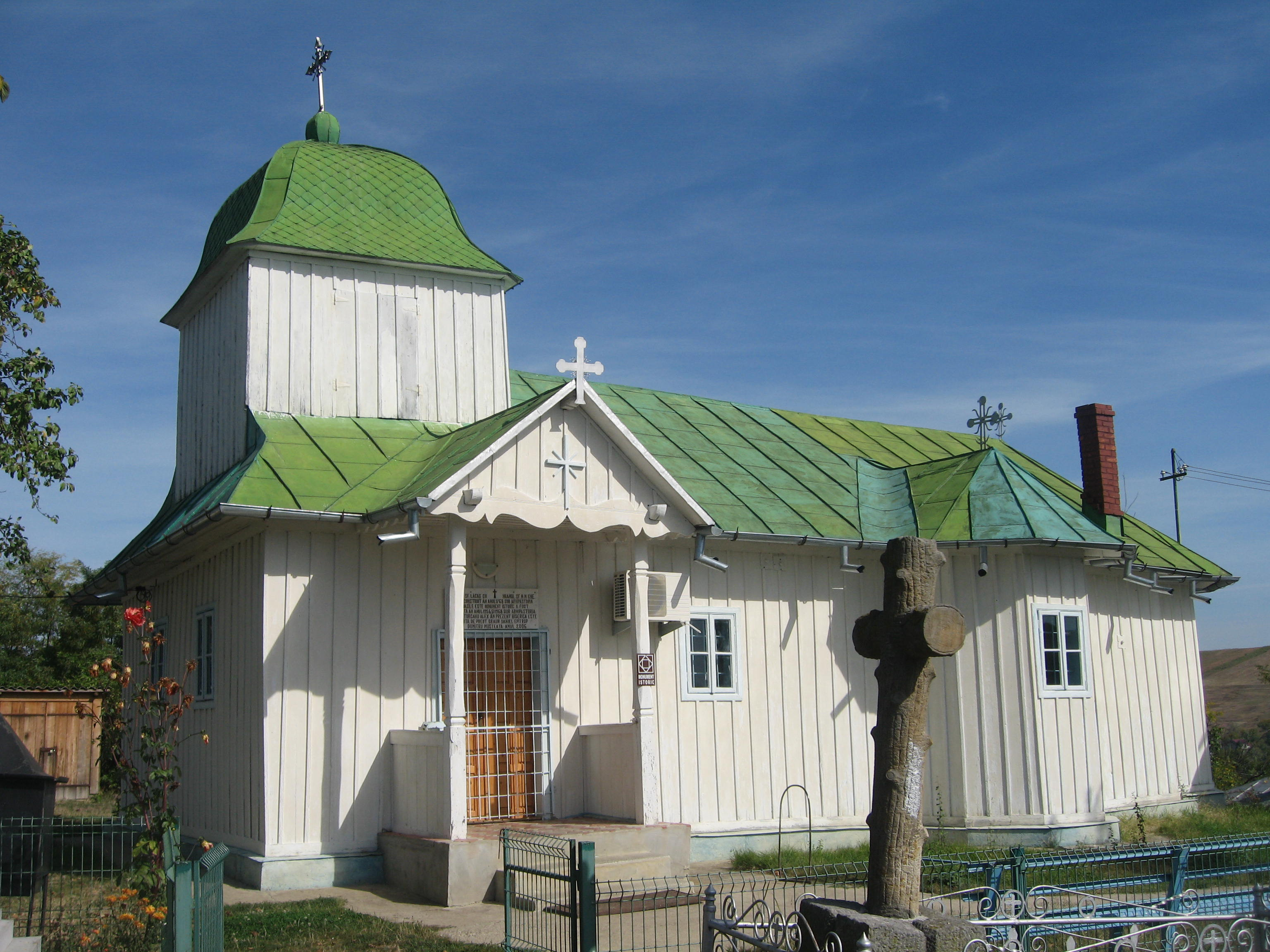
Biserica de lemn
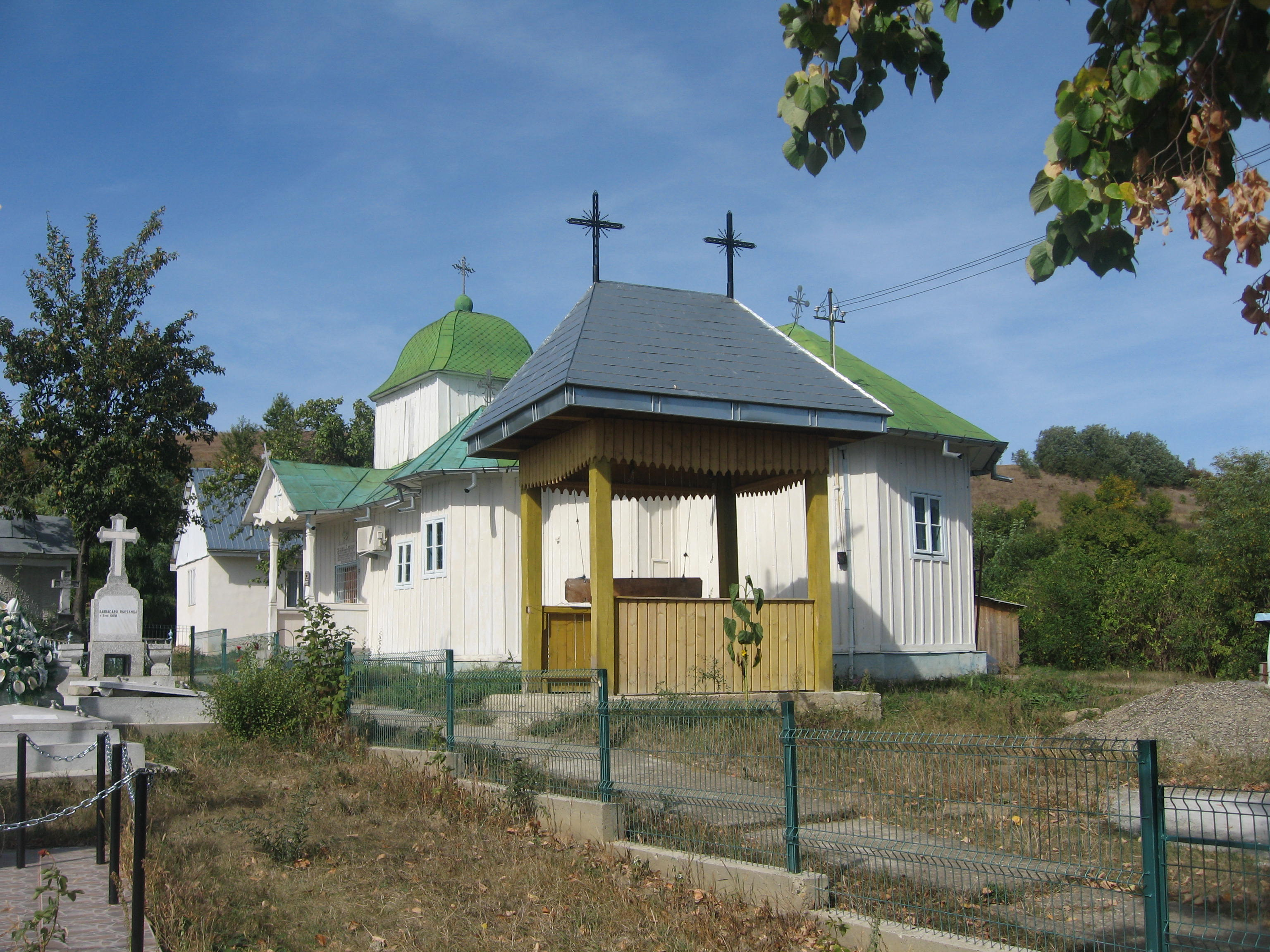
Biserica de lemn
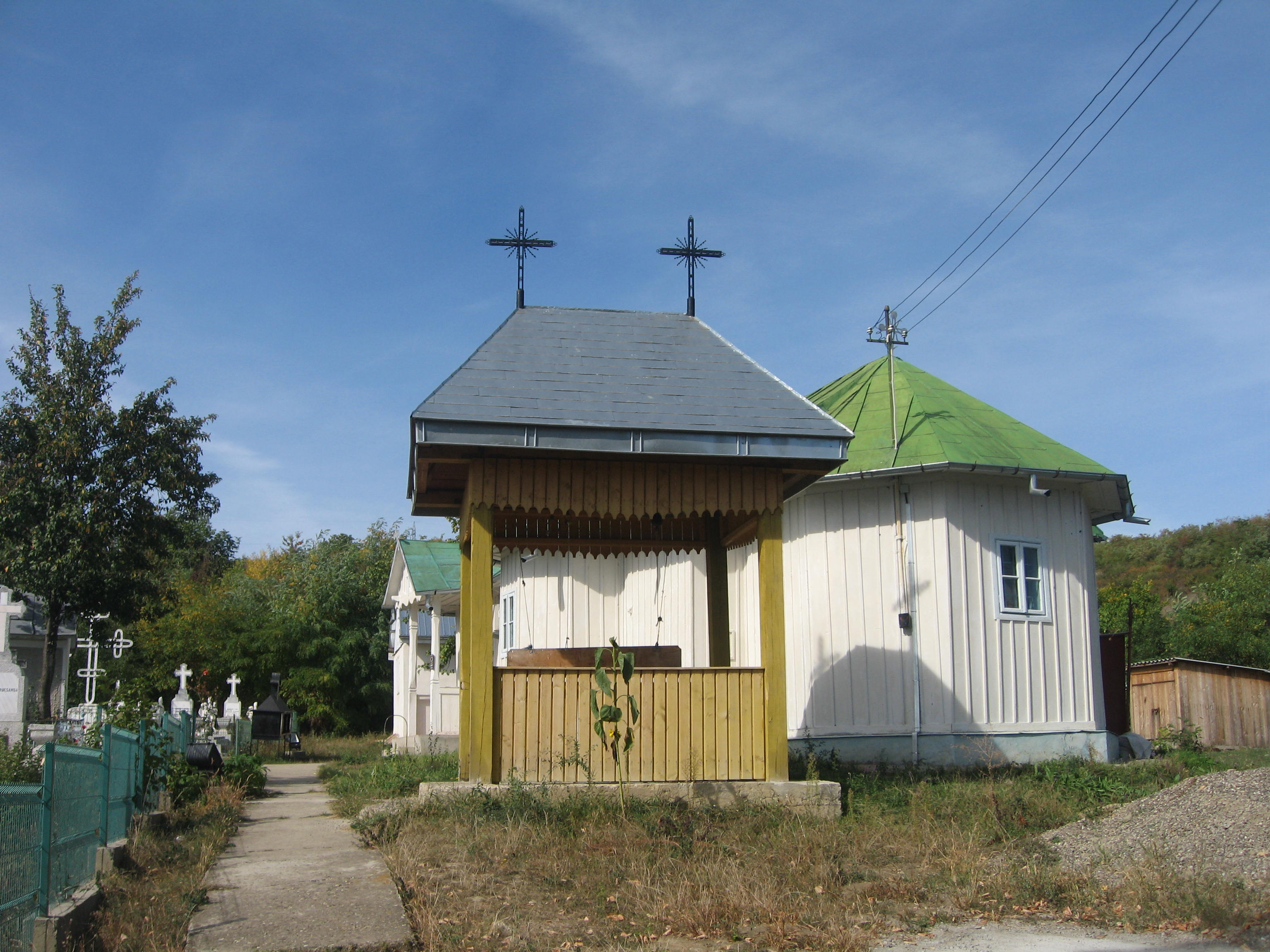
Biserica de lemn
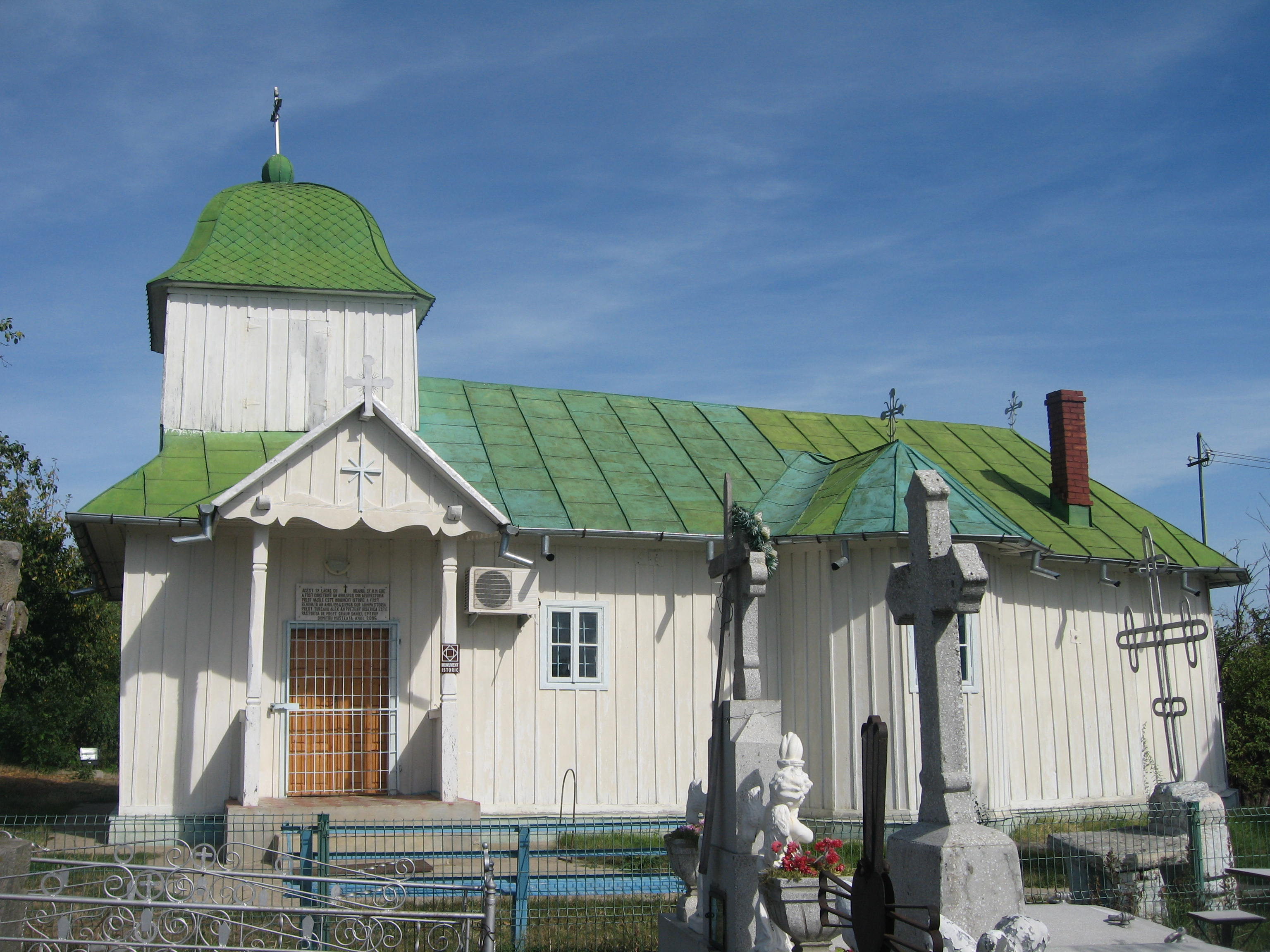
Biserica de lemn
Biserica de lemn
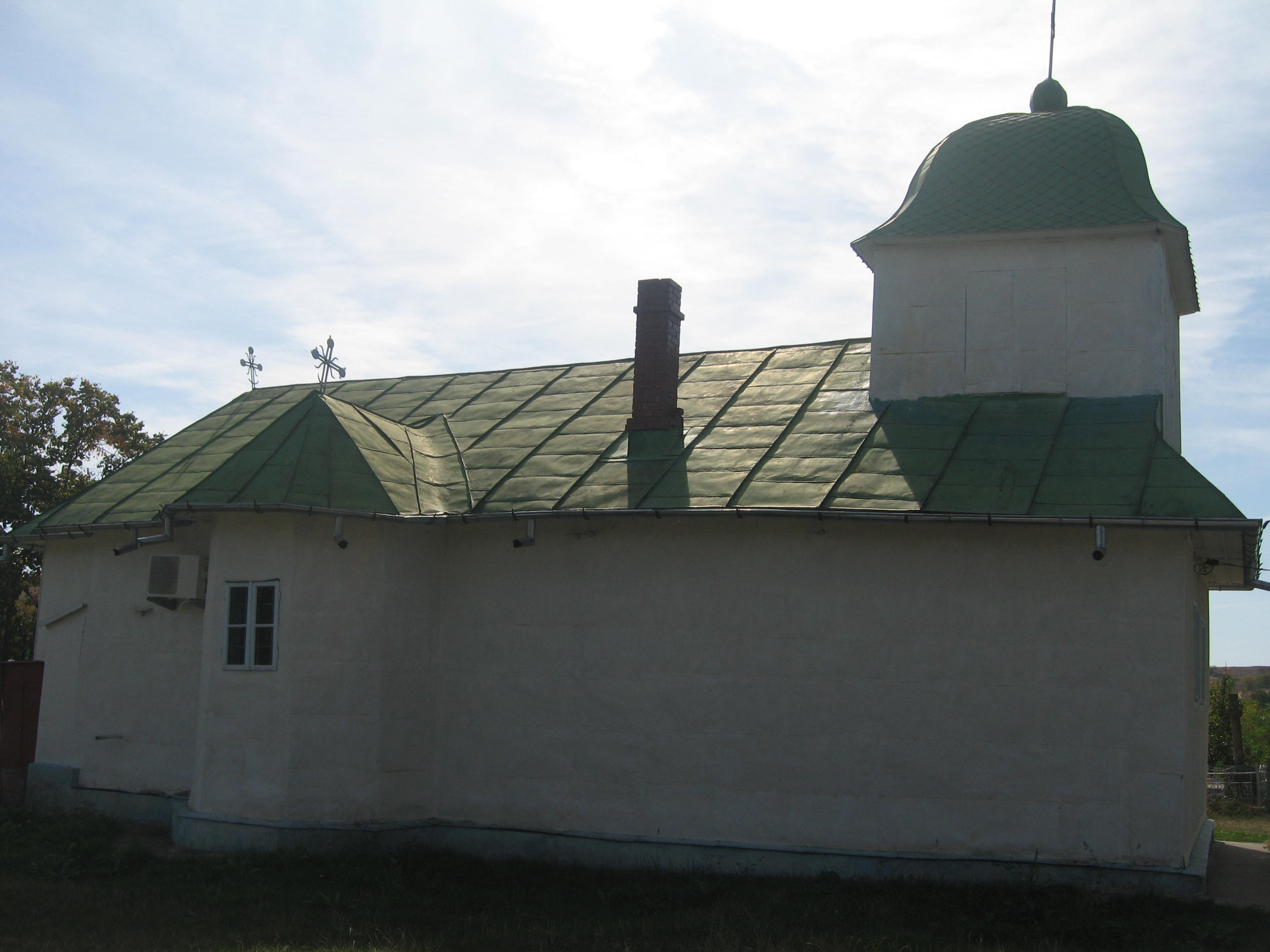
Biserica privită de pe latura nordică
Vedere din lateral
Vedere din lateral
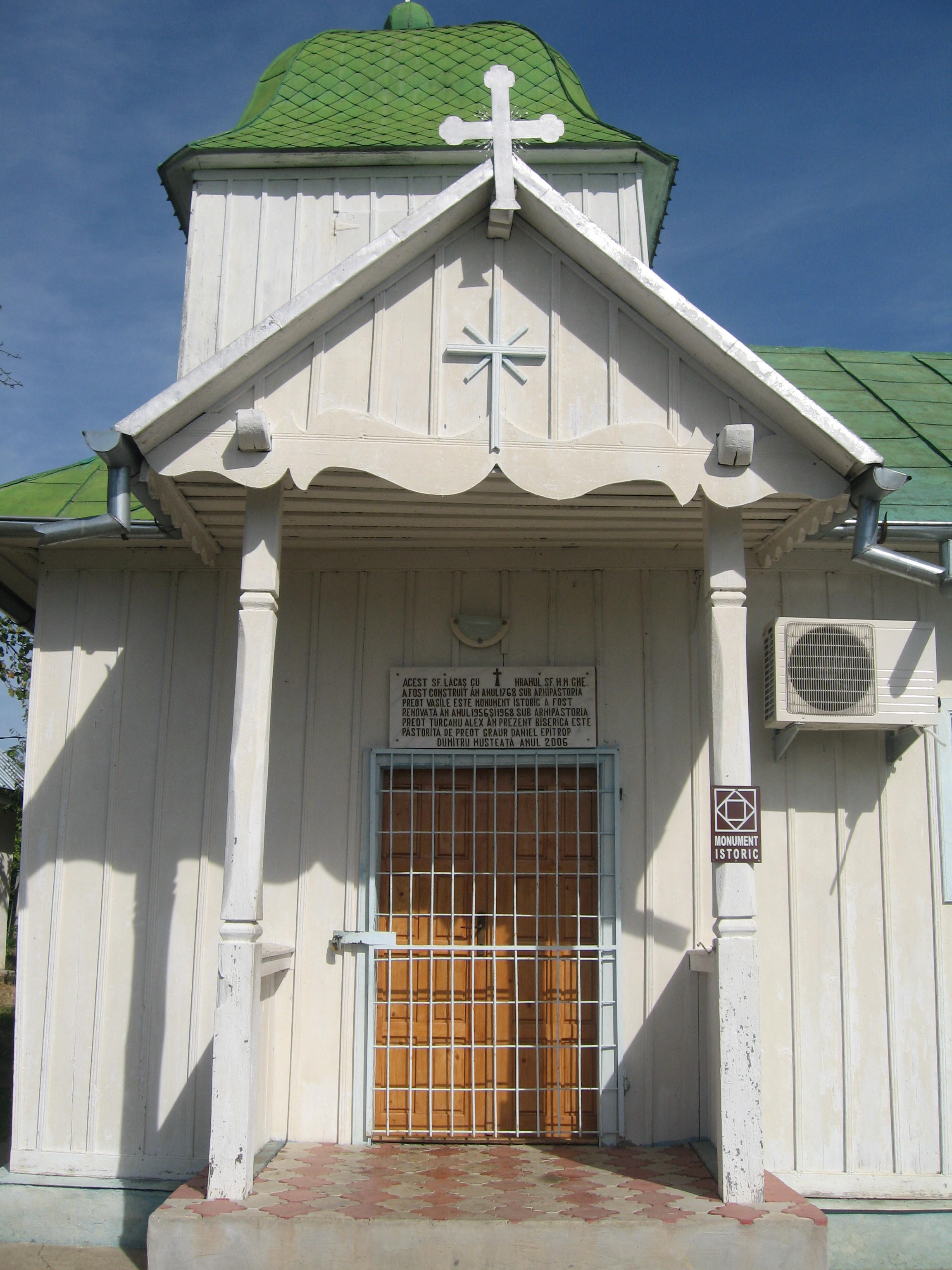
Portalul de intrare în biserică
Portalul
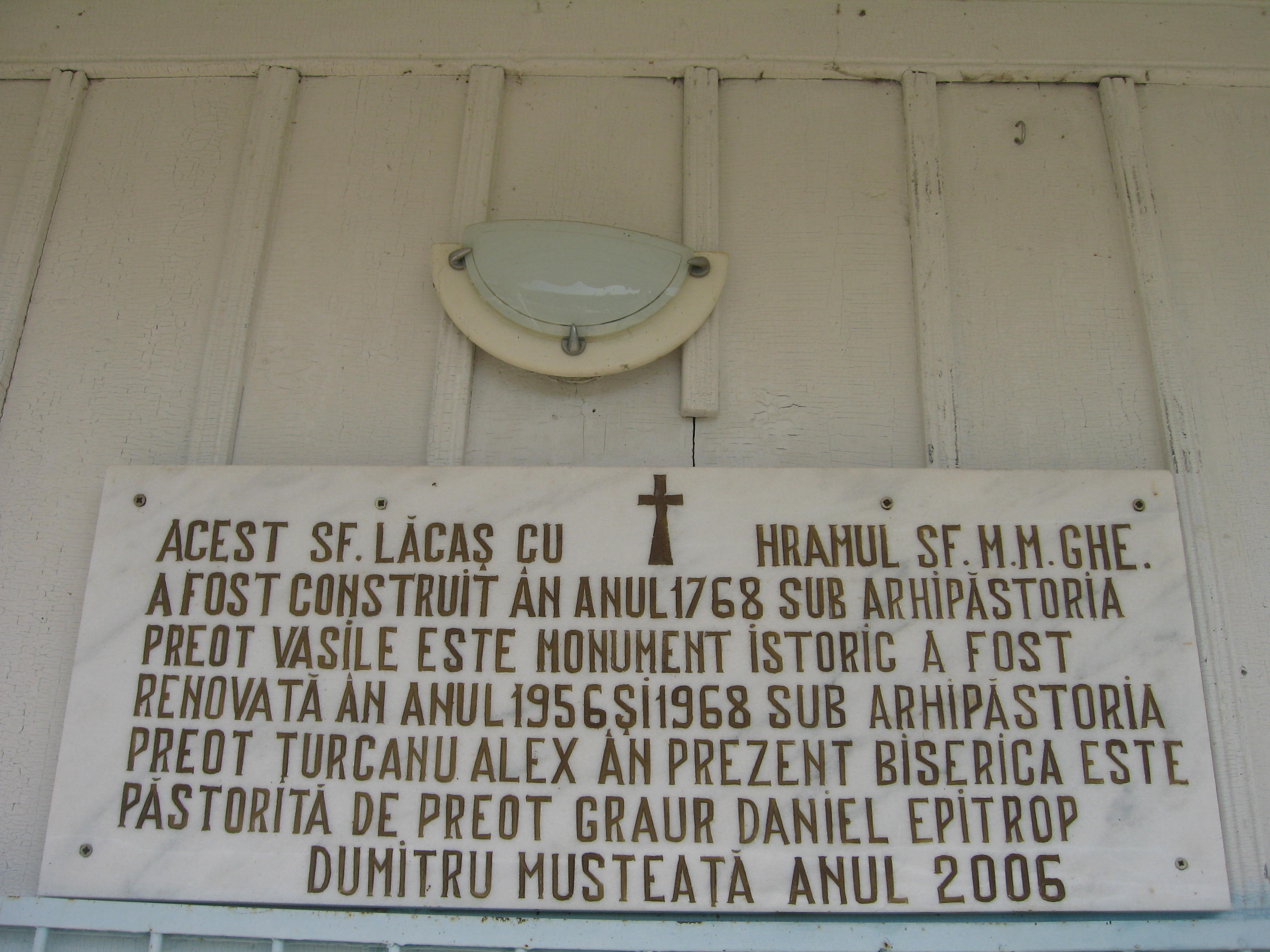
Placă de marmură deasupra intrării
Interior
Uşile împărăteşti
Icoană
Act de sfinţire
Monumentul eroilor